# Хумбан-нумена I
Хумбан-нумена (Кумбан-Нумена) I (д/н — бл. 1275 до н. е.) — цар Аншану і Суз (Еламу) близько 1300/1295 до н. е.—1275 років до н. е.

## Життєпис
Походив з династії Ігехалкідів. Син царя Аттар-Кітаха II. Посів трон між 1300 і 1295 роками до н. е. Ймовірно для зміцнення свого становища одружився з Рішап-Ла, донькою попереднього царя Пахір-ішшана.
Протягом більшості життя вів запеклі війни з вавилонськими царями Назі-Марутташем і Кадашман-Тургу, скориставшись їх невдачами у протистоянні Ассирії. У стародавньому Ліяні було знайдено напис, де Хумбан-нумену I названо «розповсюджувачем держави», тобто завойовником. Тому припускають, що поході його були успішними, внаслідок чого було розширено межі Еламу та захоплено значну здобич.
Йому спадкував син Унташ-Напіріша.